# Janet Wanja
Janet Jackline Wanja est une joueuse kényane de volley-ball née le 24 février 1984 à Nairobi et morte le 26 décembre 2024.

## Biographie
Janet Wanja fait partie de l'équipe du Kenya féminine de volley-ball avec laquelle elle participe aux Jeux olympiques d'été de 2004 à Athènes,.
Elle participe au Championnat du monde féminin de volley-ball 2010, puis au championnat du monde 2018,.
Elle remporte la médaille d'or des Jeux africains de 2019.

## Clubs
Janet Wanja a joué pour les clubs Kenya Commercial Bank et Kenya Pipeline.
- 2017-2018  Kenya Pipeline

## Palmarès
- Médaille d'or des Jeux africains de 2019
- Médaille d'or du Championnat d'Afrique féminin de volley-ball 2013